# جيمس كوري
جيمس كوري هو سياسي كندي، ولد في 24 نوفمبر 1827 بتورونتو في كندا، وتوفي في 8 ديسمبر 1901 بأونتاريو في كندا. حزبياً، نشط في الحزب الليبرالي في أونتاريو ‏. وقد انتخب عضو برلمان مقاطعة أونتاريو.